# Graciela Clotilde Riquelme
Graciela Clotilde Riquelme (Posadas, 30 de noviembre de 1948) es una investigadora y docente argentina, reconocida por su labor de investigación en áreas de la educación pública y el desarrollo científico, vinculada principalmente con la Universidad de Buenos Aires. En 2016 recibió el Premio Konex en Educación.

## Biografía

### Estudios
En 1967 ingresó en la Universidad de Buenos Aires (UBA), donde cursó Ciencias de la Educación y recibió el título de Profesora de Enseñanza Secundaria, Normal y Especial. Acto seguido ingresó en la Universidad de Belgrano, donde realizó una Licenciatura en Administración de Proyectos. En 1973 participó en un programa organizao por la Organización de Estados Americanos y el Instituto Nacional de Investigaciones de la Educación, en el que obtuvo un Diploma de Especialización en Administración de la Educación. En las décadas de 1990 y 2000 participó en diversos proyectos de investigación con la UBA, la Universidad de Londres, la Universidad Stanford y la Universidad de Kassel.

### Carrera
En 1985 se vinculó profesionalmente como investigadora del Instituto de Ciencias de la Educación y docente en la Facultad de Filosofía y Letras en la UBA. En 1993 se convirtió en Directora del Programa de Educación, Economía y Trabajo PEET, liderado por la misma institución universitaria, y en 2001 se vinculó como investigadora del Consejo Nacional de Investigaciones Científicas y Técnicas (CONICET).
Su campo de actividad investigativa se centra en la economía de la educación, el gasto social, el desarrollo científico y el financiamiento de la educación. Ha publicado artículos en revistas científicas especiales y ha realizado estancias científicas en países como Nicaragua, Grecia, Suiza, Francia, España, Alemania y Estados Unidos. Durante su trayectoria ha ganado diversos premios y reconocimientos, entre los que destaca el Premio Konex en Educación en 2016. En 2019 presentó el libro Deuda social educativa con jóvenes y adultos, en coautoría con Jorgelina Sassera y Natalia Herger.